# Шуляк Станіслав Миколайович
Станісла́в Микола́йович Шуляк (9 серпня 1962)  — український військовий, колишній начальник Головного управління — командувач внутрішніх військ МВС України, генерал-лейтенант. З 11 березня 2014 року перебуває в розшуку СБУ.

## Біографія
Народився 9 серпня 1962 року в місті Свердловську (нині — Єкатеринбург, Російська Федерація).
У 1984 році закінчив Рязанське вище військове командне училище зв'язку імені маршала Радянського Союзу М. В. Захарова — факультет повітряно-десантних військ. Проходив службу у повітряно-десантних військах збройних сил СРСР — 119 парашутно-десантний полк 7 повітряно десантної дивізії. Національній гвардії України, аеромобільних військах, Службі безпеки України- підрозділ спеціального призначення СБУ «А», Управлінні державної охорони України.
У 2000 році закінчив Національну академію оборони України.
30 березня 2012 року призначений першим заступником начальника Головного управління — командувача внутрішніх військ Міністерства внутрішніх справ України.
31 травня 2012 року генерал-майор С. М. Шуляк призначений Начальником Головного управління — командувачем внутрішніх військ Міністерства внутрішніх справ України.
20 грудня 2012 року присвоєно військове звання генерал-лейтенант.

## Кримінальні провадження
28 лютого 2014 року Генеральна прокуратура України направила подання до МВС України та СБУ щодо негайного затримання осіб, які причетні до масових вбивств активістів у центрі міста Києва в період з 18 по 22 лютого 2014 року. У цьому списку опинився й Станіслав Шуляк.
В інтерв'ю газеті «День» за 19 червня 2014 голова СБУ Валентин Наливайченко заявив, що ще до трагічних подій на Майдані у лютому 2014 Станіслав Шуляк на посаді командувача внутрішніх військ МВС України «активно сприяв утворенню іноземних диверсійно-терористичних груп на території Луганської та Донецької областей, зокрема займався мобілізацією найманців на території Ростовської області в Росії».
Наступником Станіслава Шуляка на посаді командувача внутрішніх військ, повноваження яких згодом були передані до Національної гвардії, 28 лютого 2014 став Степан Полторак.

## Виноски
1. ↑  Особи, які переховуються від органів влади
2. ↑  Указ Президента України № 228/2012. Архів оригіналу за 24 вересня 2015. Процитовано 22 квітня 2013. [Архівовано 2015-09-24 у Wayback Machine.]
3. ↑  Указ Президента України № 371/2012
4. ↑  Указ Президента України № 707/2012
5. ↑  Генпрокуратура доручила МВС та СБУ за 10 діб затримати Януковича та ще 9 колишніх посадовців, ЕспресоTV (28 лютого 2014)
6. ↑  Про «лінію водорозділу», День (19 червня 2014)